# Coulee City
Coulee City az Amerikai Egyesült Államok északnyugati részén, Washington állam Grant megyéjében elhelyezkedő város. A 2010. évi népszámlálási adatok alapján 562 lakosa van.
A városban egy gimnázium (Almira Coulee Hartline High School), egy általános iskola (Coulee City Elementary School), valamint egy könyvtár (Coulee City-i Közkönyvtár) működik.

## Éghajlat
A város éghajlata meleg nyári kontinentális (a Köppen-skála szerint Dfb).
| Hónap                         | Jan.  | Feb.  | Már.  | Ápr.  | Máj. | Jún. | Júl. | Aug. | Szep. | Okt.  | Nov.  | Dec.  | Év    |
| ----------------------------- | ----- | ----- | ----- | ----- | ---- | ---- | ---- | ---- | ----- | ----- | ----- | ----- | ----- |
| Rekord max. hőmérséklet (°C)  | 12,2  | 16,7  | 22,8  | 33,9  | 37,8 | 42,2 | 43,3 | 43,3 | 38,3  | 30,0  | 21,1  | 13,3  | 43,3  |
| Átlagos max. hőmérséklet (°C) | 1,1   | 5,0   | 11,1  | 16,7  | 21,7 | 26,1 | 31,7 | 30,6 | 25,6  | 17,2  | 6,7   | 0,6   | 16,2  |
| Átlagos min. hőmérséklet (°C) | −6,1  | −3,9  | −0,6  | 1,7   | 5,6  | 8,9  | 12,8 | 12,8 | 8,9   | 2,8   | −2,8  | −6,1  | 2,9   |
| Rekord min. hőmérséklet (°C)  | −27,8 | −28,9 | −17,2 | −10,0 | −3,9 | −2,2 | 0,0  | −0,6 | −3,3  | −15,6 | −22,2 | −28,3 | −28,9 |
| Átl. csapadékmennyiség (mm)   | 21    | 25    | 25    | 20    | 27   | 21   | 18   | 12   | 13    | 15    | 35    | 36    | 268   |
| Forrás: The Weather Channel   |       |       |       |       |      |      |      |      |       |       |       |       |       |

## Népesség
A 2010-es népszámláláskor a városnak 562 lakója, 265 háztartása és 150 családja volt. A népsűrűség 235,2 fő/km2. A lakóegységek száma 331, sűrűségük 138,5 db/km2. A lakosok 91,3%-a fehér,  2,1%-a indián, 0,2%-a ázsiai,  1,6%-a egyéb, 4,8%-a pedig kettő vagy több etnikumú. A spanyol vagy latino származásúak aránya 3,4% (2,1% mexikói, 1,1% Puerto Ricó-i,  0,2% egyéb spanyol vagy latino származású.)
A háztartások 14,3%-ában élt 18 évnél fiatalabb. 44,9% házas, 7,5% egyedülálló nő, 4,2% egyedülálló férfi, 43,4% pedig nem család. 37% egyedül élt; 16,2%-uk 65 éves vagy idősebb. Egy háztartásban átlagosan 2,1 személy élt; a családok átlagmérete 2,72 fő.
A medián életkor 49,1 év volt. A város lakóinak 16,9%-a 18 évesnél fiatalabb, 7,2% 18 és 24 év közötti, 19%-uk 25 és 44 év közötti, 33,5%-uk 45 és 64 év közötti, 23,5%-uk pedig 65 éves vagy idősebb. A lakosok 49,6%-a férfi, 50,4%-a pedig nő.